# Festival van San Remo 2022
Het Festival van San Remo 2022 (Italiaans: 72º Festival della Canzone Italiana di Sanremo 2022) was de 72ste editie van het liedjesfestival. Het festival werd georganiseerd en uitgezonden door RAI, de Italiaanse publiek omroep, en vond plaats in het Teatro Ariston in San Remo. De winnende artiesten waren Mahmood en Blanco met het lied "Brividi".

## Kijkcijfers
| Liveshow             | Tijdslot (MET+1) | Date       | Eerste deel (21:00 - 24:00) | Eerste deel (21:00 - 24:00) | Tweede deel (24:00 - 01:30) | Tweede deel (24:00 - 01:30) | Gem. kijkcijfer | Gem. kijkcijfer | Ref(s) |
| Liveshow             | Tijdslot (MET+1) | Date       | Kijkers                     | Aandeel (%)                 | Kijkers                     | Aandeel (%)                 | Kijker          | Aandeel (%)     | Ref(s) |
| -------------------- | ---------------- | ---------- | --------------------------- | --------------------------- | --------------------------- | --------------------------- | --------------- | --------------- | ------ |
| Eerste show          | 21:00            | 1 februari | 13,805,000                  | 54.5                        | 6,412,000                   | 55.4                        | 10,911,000      | 54.7            | [ 2 ]  |
| Tweede show          | 21:00            | 2 februari | 13,572,000                  | 55.3                        | 7,307,000                   | 57.4                        | 11,320,000      | 55.8            | [ 3 ]  |
| Derde show           | 21:00            | 3 februari | 12,849,000                  | 53.2                        | 5,455,000                   | 56.8                        | 9,360,000       | 54.1            | [ 4 ]  |
| Vierde show          | 21:00            | 4 februari | 14,731,000                  | 59.2                        | 7,543,000                   | 63.5                        | 11,378,000      | 60.5            | [ 5 ]  |
| Vijfde show (finale) | 21:00            | 5 februari | 15,660,000                  | 62.1                        | 10,153,000                  | 72.1                        | 13,380,000      | 64.9            | [ 6 ]  |

1951 · 1952 · 1953 · 1954 · 1955 · 1956 · 1957 · 1958 · 1959 · 1960 · 1961 · 1962 · 1963 · 1964 · 1965 · 1966 · 1967 · 1968 · 1969 · 1970 · 1971 · 1972 · 1973 · 1974 · 1975 · 1976 · 1977 · 1978 · 1979 · 1980 · 1981 · 1982 · 1983 · 1984 · 1985 · 1986 · 1987 · 1988 · 1989 · 1990 · 1991 · 1992 · 1993 · 1994 · 1995 · 1996 · 1997 · 1998 · 1999 · 2000 · 2001 · 2002 · 2003 · 2004 · 2005 · 2006 · 2007 · 2008 · 2009 · 2010 · 2011 · 2012 · 2013 · 2014 · 2015 · 2016 · 2017 · 2018 · 2019 · 2020 · 2021 · 2022 · 2023 · 2024 · 2025